# آن ويلينغ بينغهام
آن ويلينغ بينغهام (بالإنجليزية: Ann Willing Bingham)‏ هي نجمة اجتماعية أمريكية، ولدت في 1 أغسطس 1764 في فيلادلفيا في الولايات المتحدة، وتوفيت في 11 مايو 1801 في برمودا في المملكة المتحدة بسبب سل.